# Diphyus catagraphus
Diphyus catagraphus là một loài tò vò trong họ Ichneumonidae.